# Alenia Aeronautica
Alenia Aeronautica fou una empresa aeronàutica italiana fundada el 1990 a partir de la fusió d'Aeritalia i Selenia per formar Alenia, que el 1996 esdevingué Alenia Aerospazio i el 2000 Alenia Aeronautica. Era un dels quatre sectors en els quals se subdividia Alenia, juntament amb Alenia Spazio (actualment Thales Alenia Space), Alenia Difesa i Alenia Sistemi Civili.
L'1 de gener del 2012 confluí en Alenia Aermacchi.